# Terminalia subspathulata
Espèce
Classification phylogénétique
Terminalia subspathulata, est une espèce de plantes à fleurs de la famille des Combretaceae. C'est un arbre tropical trouvé en Asie.

## Description
Grand arbre atteignant une hauteur de 60 mètres avec un tronc de jusqu'à 135 cm de diamètre.

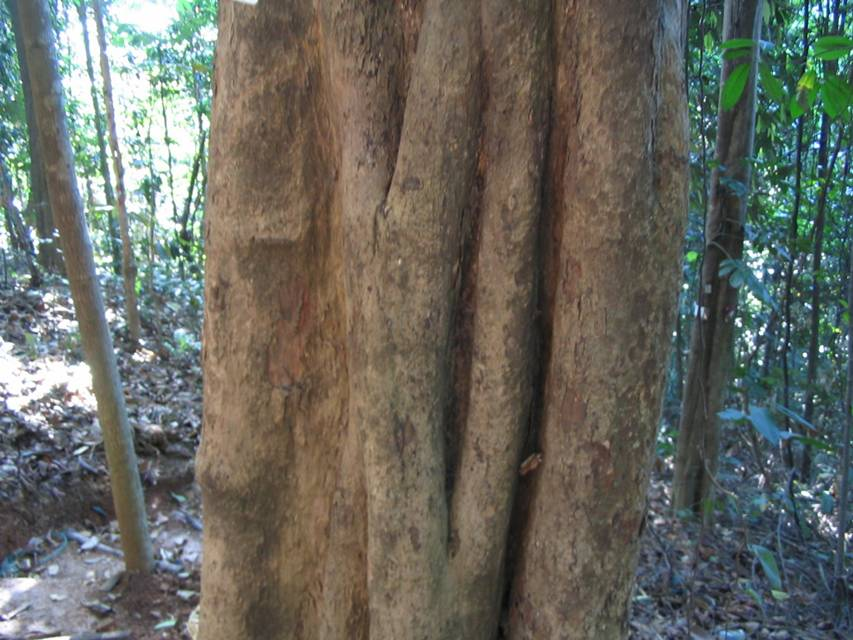
Tronc de Terminalia subspathulata.

## Répartition et habitat
L'espèce est trouvée sur la péninsule Malaise et sur les îles de Java, de Sumatra et de Bornéo.
Elle pousse en plaine et sur les collines (jusqu'à 1300 mètres d'altitude).